# Conostylis
Conostylis là một chi thực vật có hoa thân thảo trong họ Haemodoraceae.
Các loài trong chi này là đặc hữu Tây Australia.

## Các loài
- Conostylis aculeata R.Br.
- Conostylis albescens Hopper
- Conostylis androstemma F.Muell.
- Conostylis angustifolia Hopper
- Conostylis argentea (J.W.Green) Hopper
- Conostylis aurea Lindl.
- Conostylis bealiana F.Muell.
- Conostylis bracteata Lindl.
- Conostylis breviscapa R.Br.
- Conostylis candicans Endl.
- Conostylis canteriata Hopper
- Conostylis caricina Lindl.
- Conostylis crassinerva J.W.Green
- Conostylis deplexa J.W.Green
- Conostylis dielsii W.Fitzg.
- Conostylis drummondii Benth.
- Conostylis festucacea Endl.
- Conostylis hiemalis Hopper
- Conostylis juncea Endl.
- Conostylis latens Hopper
- Conostylis laxiflora Benth.
- Conostylis lepidospermoides Hopper
- Conostylis micrantha Hopper
- Conostylis misera Endl.
- Conostylis neocymosa Hopper
- Conostylis pauciflora Hopper
- Conostylis petrophiloides F.Muell. ex Benth.
- Conostylis phathyrantha Diels
- Conostylis prolifera Benth.
- Conostylis pusilla Endl.
- Conostylis resinosa Hopper
- Conostylis robusta Diels
- Conostylis rogeri Hopper
- Conostylis scorsiflora F.Muell.
- Conostylis seminuda Hopper
- Conostylis serrulata R.Br.
- Conostylis setigera R.Br.
- Conostylis setosa Lindl.
- Conostylis stylidioides F.Muell.
- Conostylis teretifolia J.W.Green
- Conostylis teretiuscula F.Muell.
- Conostylis tomentosa Hopper
- Conostylis vaginata Endl.
- Conostylis villosa Benth.
- Conostylis wonganensis Hopper